# Ekaterina Khilko
Ekaterina Khilko (Tashkent, 25 de março de 1982) é uma trampolinista uzbeque medalha de bronze nos Jogos Olímpicos de Verão de 2008.